# Laurence Bennett
Laurence Bennett est un chef décorateur américain.

## Filmographie sélective
- 1996 : La Peau sur les os de Tom Holland
- 2004 : Collision (Crash) de Paul Haggis
- 2007 : Écrire pour exister de Richard LaGravenese
- 2007 : Dans la vallée d'Elah de Paul Haggis
- 2008 : Trahison de Jeffrey Nachmanoff
- 2010 : Les Trois Prochains Jours (The Next Three Days) de Paul Haggis
- 2011 : The Artist de Michel Hazanavicius
- 2013 : Sous surveillance (The Company You Keep) de Robert Redford
- 2014 : Dark Places de Gilles Paquet-Brenner
- 2017 : The Wizard of Lies (téléfilm) de Barry Levinson
- 2022 : Dog de Reid Carolin et Channing Tatum

## Distinctions[2]

### Récompenses
- Satellite Awards 2011 : meilleure direction artistique avec Gregory S. Hooper pour The Artist
- Chlotrudis Awards 2012 : meilleurs décors avec Robert Gould pour The Artist
- César 2012 : meilleurs décors pour The Artist

### Nominations
- Art Directors Guild 2006 : meilleure direction artistique d'un film contemporain pour Collision
- Oscars 2012 : meilleurs décors avec Robert Gould pour The Artist
- BAFTA Awards 2012 : meilleurs décors avec Robert Gould pour The Artist
- Art Directors Guild 2012 : meilleure direction artistique d'un film d'époque pour The Artist